# Polyortha paranae
Polyortha paranae es una especie de polilla de la familia Tortricidae. Se encuentra en Brasil.